# مارينغو (إنديانا)
مارينغو (بالإنجليزية: Marengo, Indiana)‏ هي بلدة أمريكية تقع في الولايات المتحدة في مقاطعة كروفورد (إنديانا). يقدر عدد سكانها بـ 828 نسمة ومساحتها 1.99 كم2 وترتفع عن سطح البحر 182 متر.

## التركيبة السكانية
قام مكتب تعداد الولايات المتحدة بتحديد بيانات التركيبة السكانية لمارينغو في تعداد الولايات المتحدة. في ما يلي، التركيبة السكانية حسب تعدادي 2000 و2010.

### تعداد عام 2000
بلغ عدد سكان مارينغو 829 نسمة بحسب تعداد عام 2000، وبلغ عدد الأسر 363 أسرة وعدد العائلات 218 عائلة مقيمة في البلدة. في حين سجلت الكثافة السكانية 1,083.5 نسمة لكل ميل مربع (418.3/كم2). وبلغ عدد الوحدات السكنية 403 وحدة بمتوسط كثافة قدره 526.7 نسمة لكل ميل مربع (203.4/كم2).
وتوزع التركيب العرقي للبلدة بنسبة 98.31% من البيض و 0.24% من الأمريكيين الأصليين و 0.12% من الأمريكيين ذوي الأصول الآسيوية و 0.12% من سكان جزر المحيط الهادئ و 0.60% من عرقين مختلطين أو أكثر.
بلغ عدد الأسر 363 أسرة كانت نسبة 28.9% منها لديها أطفال تحت سن الثامنة عشر تعيش معهم، وبلغت نسبة الأزواج القاطنين مع بعضهم البعض 45.2% من أصل المجموع الكلي للأسر، ونسبة 11.0% من الأسر كان لديها معيلات من الإناث دون وجود شريك، وكانت نسبة 39.9% من غير العائلات. تألفت نسبة 35.0% من أصل جميع الأسر من أفراد ونسبة 17.9% كانوا يعيش معهم شخص وحيد يبلغ من العمر 65 عاماً فما فوق. وبلغ متوسط حجم الأسرة المعيشية 3.00، أما متوسط حجم العائلات فبلغ 2.28.
بلغ العمر الوسطي للسكان 37 عاماً. وكانت نسبة 24.7% من القاطنين تحت سن الثامنة عشر، وكانت نسبة 7.0% بين الثامنة عشر والأربعة وعشرون عاماً، ونسبة 28.6% كانت واقعةً في الفئة العمرية ما بين الخامسة والعشرون حتى والأربعة وأربعون عاماً، ونسبة 22.1% كانت ما بين الخامسة والأربعون حتى الرابعة والستون، ونسبة 17.6% كانت ضمن فئة الخامسة والستون عاماً فما فوق. يوجد لكل 100 أنثى 89.7 ذكر، ويوجد لكل 100 أنثى في الثامنة عشر من عمرها فما فوق 83.0 ذكر.
بلغ متوسط دخل الأسرة في البلدة 23,542 دولار، أما متوسط دخل العائلة فبلغ 32,019 دولار. وكان متوسط دخل الذكور 27,109 دولار مقابل 19,211 دولار للإناث. وسجل دخل الفرد الخاص بالبلدة 11,194 دولار. وكانت نسبة 13.6% من العائلات ونسبة 23.9% من السكان تحت خط الفقر، وكان من هؤلاء نسبة 29.9% تحت سن الثامنة عشر ونسبة 26.1% في الخامسة والستين من العمر وما فوق.

### تعداد عام 2010
بلغ عدد سكان مارينغو 828 نسمة بحسب تعداد عام 2010، وبلغ عدد الأسر 354 أسرة وعدد العائلات 213 عائلة مقيمة في البلدة. في حين سجلت الكثافة السكانية 1,075.3 نسمة لكل ميل مربع (415.2/كم2). وبلغ عدد الوحدات السكنية 408 وحدة بمتوسط كثافة قدره 529.9 لكل ميل مربع (204.6/كم2).
وتوزع التركيب العرقي للبلدة بنسبة 95.4% من البيض و 0.8% من الأمريكيين الأصليين و 0.5% من سكان جزر المحيط الهادئ و 0.1% من الأمريكيين الأفارقة و 2.7% من عرقين مختلطين أو أكثر.
بلغ عدد الأسر 354 أسرة كانت نسبة 34.5% منها لديها أطفال تحت سن الثامنة عشر تعيش معهم، وبلغت نسبة الأزواج القاطنين مع بعضهم البعض 39.8% من أصل المجموع الكلي للأسر، ونسبة 15.0% من الأسر كان لديها معيلات من الإناث دون وجود شريك، بينما كانت نسبة 5.4% من الأسر لديها معيلون من الذكور دون وجود شريكة وكانت نسبة 39.8% من غير العائلات. تألفت نسبة 36.7% من أصل جميع الأسر من أفراد ونسبة 15.6% كانوا يعيش معهم شخص وحيد يبلغ من العمر 65 عاماً فما فوق. وبلغ متوسط حجم الأسرة المعيشية 3.02، أما متوسط حجم العائلات فبلغ 2.34.
بلغ العمر الوسطي للسكان 36.2 عاماً. وكانت نسبة 26.7% من القاطنين تحت سن الثامنة عشر، وكانت نسبة 10.5% بين الثامنة عشر والأربعة وعشرون عاماً، ونسبة 24% كانت واقعةً في الفئة العمرية ما بين الخامسة والعشرون حتى والأربعة وأربعون عاماً، ونسبة 24% كانت ما بين الخامسة والأربعون حتى الرابعة والستون، ونسبة 14.5% كانت ضمن فئة الخامسة والستون عاماً فما فوق. وتوزع التركيب الجنسي للسكان بنسبة 47.8% ذكور و52.2% إناث.